# Easah Suliman
Easah Zaheer Suliman (Birmingham, 26 gennaio 1998) è un calciatore inglese naturalizzato pakistano, difensore del Sumqayıt.

## Carriera

### Club
Cresciuto nel settore giovanile dell'Aston Villa, il 4 agosto 2016 viene ceduto in prestito, fino al gennaio successivo, al Cheltenham Town, con cui inizia la carriera professionistica. Il 22 agosto 2017 esordisce con i Villans, nella partita di Coppa di Lega vinta per 4-1 contro il Wigan; il 31 gennaio 2018 si trasferisce, a titolo temporaneo, al Grimsby Town. Il 17 agosto passa, sempre in prestito, all'Emmen, club neo promosso in Eredivisie.

### Nazionale
Con la nazionale Under-19 inglese ha vinto gli Europei di categoria del 2017, disputando da titolare l’intero torneo e segnando nella finale.
Nel 2023 ha esordito nella nazionale maggiore pakistana.

## Statistiche

### Presenze e reti nei club
Statistiche aggiornate al 9 dicembre 2018.
| Stagione        | Squadra         | Campionato      | Campionato | Campionato | Coppe nazionali | Coppe nazionali | Coppe nazionali | Coppe continentali | Coppe continentali | Coppe continentali | Altre coppe | Altre coppe | Altre coppe | Totale | Totale | Totale |
| Stagione        | Squadra         | Comp            | Pres       | Reti       | Comp            | Pres            | Reti            | Comp               | Pres               | Reti               | Comp        | Pres        | Reti        | Pres   | Reti   |        |
| --------------- | --------------- | --------------- | ---------- | ---------- | --------------- | --------------- | --------------- | ------------------ | ------------------ | ------------------ | ----------- | ----------- | ----------- | ------ | ------ | ------ |
| 2016-gen. 2017  | Cheltenham Town | FL2             | 9          | 0          | FACup+CdL       | 1+2             | 0               | -                  | -                  | -                  | FLT         | 0           | 0           | 12     | 0      |        |
| 2017-gen. 2018  | Aston Villa     | FLC             | -          | -          | FACup+CdL       | 0+1             | 0               | -                  | -                  | -                  | -           | -           | -           | 1      | 0      |        |
| gen.-giu. 2018  | Grimsby Town    | FL2             | 2          | 0          | FACup+CdL       | -               | -               | -                  | -                  | -                  | FLT         | -           | -           | 2      | 0      |        |
| 2018-2019       | Emmen           | E               | 3          | 0          | CO              | 1               | 0               | -                  | -                  | -                  | -           | -           | -           | 4      | 0      |        |
| Totale carriera | Totale carriera | Totale carriera | 14         | 0          |                 | 5               | 0               |                    | -                  | -                  |             | 0           | 0           | 19     | 0      |        |

### Cronologia presenze e reti in nazionale
| Cronologia completa delle presenze e delle reti in nazionale ― Pakistan | Cronologia completa delle presenze e delle reti in nazionale ― Pakistan | Cronologia completa delle presenze e delle reti in nazionale ― Pakistan | Cronologia completa delle presenze e delle reti in nazionale ― Pakistan | Cronologia completa delle presenze e delle reti in nazionale ― Pakistan | Cronologia completa delle presenze e delle reti in nazionale ― Pakistan | Cronologia completa delle presenze e delle reti in nazionale ― Pakistan | Cronologia completa delle presenze e delle reti in nazionale ― Pakistan |
| Data                                                                    | Città                                                                   | In casa                                                                 | Risultato                                                               | Ospiti                                                                  | Competizione                                                            | Reti                                                                    | Note                                                                    |
| ----------------------------------------------------------------------- | ----------------------------------------------------------------------- | ----------------------------------------------------------------------- | ----------------------------------------------------------------------- | ----------------------------------------------------------------------- | ----------------------------------------------------------------------- | ----------------------------------------------------------------------- | ----------------------------------------------------------------------- |
| 21-6-2023                                                               | Bengaluru                                                               | India                                                                   | 4 – 0                                                                   | Pakistan                                                                | SAFF Championship 2023 - 1º turno                                       | -                                                                       |                                                                         |
| Totale                                                                  |                                                                         | Presenze                                                                | 1                                                                       |                                                                         | Reti                                                                    | 0                                                                       |                                                                         |

## Palmarès

### Nazionale

#### Competizioni giovanili
- Campionato d'Europa Under-19: 1

Georgia 2017